# أبيل لاودونيو
أبيل لاودونيو (بالإسبانية: Abel Laudonio) (30 أغسطس 1938 – 12 أغسطس 2014) هو ملاكم أرجنتيني راحل، مثّل بلاده في الألعاب الأولمبية الصيفية 1960.

## وصلات خارجية
- أبيل لاودونيو على موقع IMDb (الإنجليزية)

أبيل لاودونيو على موقع بوكس ريك (الإنجليزية) (registration required)
- أبيل لاودونيو على موقع أوليمبيديا (الإنجليزية)